# آفتاب‌پرست دشتی
آفتاب‌پرست دشتی (نام علمی: Heliotropium samoliflorum subsp.samoliflorum) نام یک گونه از سردهٔ آفتاب‌پرست است. سردهٔ آفتاب‌پرست در ایران ۴۷ گونهٔ علفی یک ساله و چند ساله دارد که در سراسر ایران پراکنده‌اند. آفتاب‌پرست دشتی یکی از ۴۷ گونهٔ موجود در ایران است.